# Felix (namn)

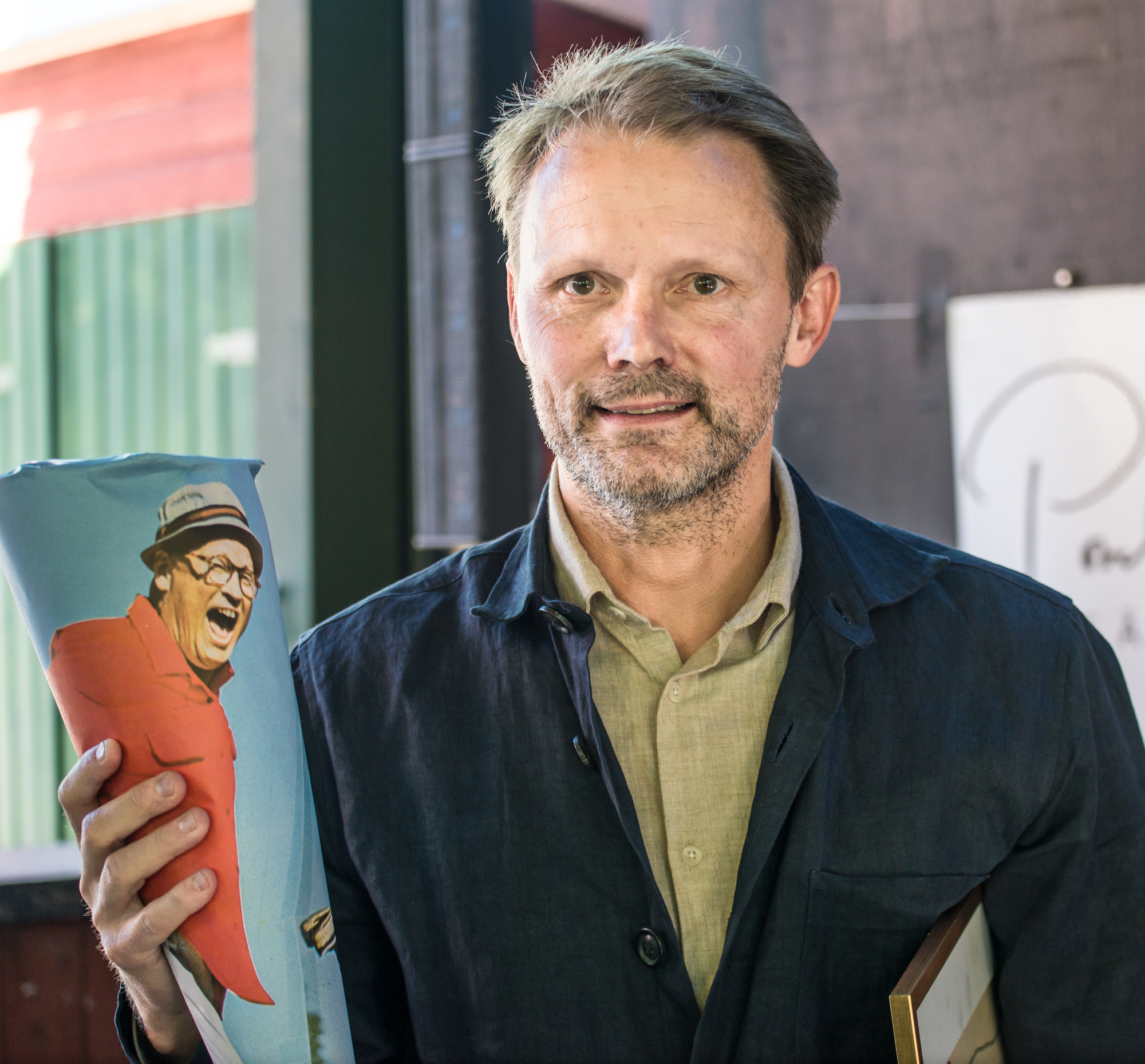
Felix Herngren, 2018.

Felix är ett mansnamn med latinskt ursprung (Felicius), med betydelsen lycklig. Namnet användes i Skåne redan på 1200-talet. Den kvinnliga formen är Felicia. Felix används också som efternamn.
Namnet har varit ett modenamn sedan början på 1990-talet och låg som bäst på 27:e plats på topplistan. Nu är troligtvis kulmen passerad, men namnet är fortfarande relativt vanligt.
31 december 2008 fanns det totalt 10 771 män i Sverige med namnet, varav 8 735 med det som tilltalsnamn.
År 2012 fick 347 nyfödda pojkar i Sverige Felix som tilltalsnamn.
Felix infördes i almanackan efter Felix av Nola, ett helgon som förföljdes under kejsar Decius och som dog cirka år 260. Felix har namnsdag 14 januari i Sverige, tillsammans med Felicia. I den finlandssvenska namnsdagslängden har Felix namnsdag 6 september sedan starten 1929, då en egen namnsdagskalender togs i bruk för finlandssvenskar.

## Personer med förnamnet Felix
- Felix (konsul 428) (död 430), general i det Västromerska riket
- Felix Alvo, svensk filmproducent, produktionsledare, statistskådespelare och svajmastartist
- Felix Arndt, amerikansk tonsättare och pianist
- Felix Beijmo, svensk fotbollsspelare
- Felix Bloch, amerikansk nobelpristagare i fysik
- Felix Calonder, schweizisk politiker
- Felix Dzerzjinskij,  polsk aristokrat, kommunist och medlem av det ryska bolsjevikpartiet. Ansvarig för grundandet av tjekan, den sovjetiska hemliga polisen, senare KGB.
- Félix Faure, fransk president 1895–1899
- Felix Grönfeld, svensk skådespelare
- Felix Hamrin,  svensk grosshandlare och politiker, statsminister 6 augusti–24 september 1932
- Felix Herngren, svensk skådespelare
- Félix Houphouët-Boigny, Elfenbenskustens första president
- Felix I, påve
- Felix II, påve
- Felix III, påve
- Felix IV, påve
- Felix V, motpåve
- Felix Kersten, tysk militär, känd som Heinrich Himmlers massör
- Felix Kjellberg (Pewdiepie), svensk youtubare
- Felix Konstandeliasz, svensk fotbollsspelare
- Felix Körling, svensk musikpedagog
- Felix Magath,  tysk fotbollsspelare och fotbollstränare
- Felix Mendelssohn, tysk kompositör
- Félix Nadar, egentligen Gaspard-Félix Tournachon, fransk fotograf, karikatyrtecknare, journalist, författare och ballongflygare
- Felix Neureuther, tysk alpin skidåkare
- Felix Sánchez, friidrottare från Dominikanska republiken
- Felix Sandman, svensk sångare
- Felix de Vigne, belgisk konstnär
- Félix Miéli Venerando, brasiliansk fotbollsspelare
- Felix Weingartner, österrikisk dirigent, komponist, pianist och författare
- Felix av Nola (ca 200–260), katolskt helgon

### Fiktiva personer med förnamnet Felix
- Felix Krull, titelperson i Thomas Manns roman Svindlaren Felix Krulls bekännelser från 1954
- Felix Leiter, i Ian Flemings böcker om James Bond dennes amerikanske motsvarighet i CIA och närmaste vän
- Felix, titelperson i Jan Lööfs tecknade serie.

## Personer med efternamnet Felix
- Allyson Felix, amerikansk sprinter
- Eugen Felix, österrikisk målare
- Herbert Felix, svensk företagare
- María Félix, mexikansk skådespelerska
- Sulla Felix, romersk diktator